# Järnvägsgeografi i Sverige
Järnvägsgeografi i Sverige är geografi som berör järnvägen i landet Sverige.

## Utbildning av järnvägstjänstemän
I utbildningen av järnvägstjänstemän ingick ämnet järnvägsgeografi i syfte att lära ut järnvägslinjernas sträckning och järnvägsstationernas lägen och namn. Meningen var att tjänstemännen snabbt kunde räkna ut vilken väg en person skulle åka eller gods skickas, och till vilket biljettpris och så vidare.
Statens järnvägar gav ut läroböcker i ämnet Svensk järnvägsgeografi, uppdelat i två delar, del 1 kartbok och del 2 ortnamnsförteckning. I dessa böcker finns förtecknat järnvägsanstalter dvs stationer, trafikplatser, expeditionsställen, håll- och lastplatser och rälsbusshållplatser; bandistrikt med sina respektive bandelar; trafiksektioner med sina respektive järnvägsanstalter och fartygsleder som ingår i samtrafiken. Dessutom finns förtecknat de enskilda järnvägarna, utlandsförbindelser mm som en järnvägstjänsteman skulle kunna kompletterat med pedagogiska kartor för inlärning och praktiska tips. 
Idag löser datorer uppgifter om att beräkna rutter, priser, rabatter mm, så ämnet är inte lika aktuellt längre.

## Järnväg och geografi
Järnvägsanläggningars anspråk på mark kring svenska städer har ett mönster då man oftast kunde utnyttja nedlagd fästningsmark. Den militära betydelsen av de befästa städerna  hade minskat vilket medförde att man avskaffande stadsfästningar på 1810-talet. Fästningsvallar blev utmärkt mark för anläggande av järnvägsstationer, parker och industrier i det framväxande industrisamhället. Exempel på en station som ligger på före detta fästningsmark är Kristianstad. Ett annat mönster är att stationer i kuststäder oftast hamnar på sjösidan av staden. Detta delvis då fästningsmark togs  i anspråk på sjösidan, men även att om det finns tillgänglig mark fanns det en strävan att kunna lasta om till sjöfart. Exempel på städer i Skåne är Ystad, Malmö, Trelleborg, Landskrona och Helsingborg.
Walter Christaller har beskrivit hur orter uppkommer i ett mönster som påverkar väg- och järnvägsnätets utseende och utveckling, vilket brukar kallas Christallers teorem om orters utbredning eller Centralortsteorin.